# Стеклянный (Нижегородская область)
Стеклянный — поселок в городском округе город Первомайск Нижегородской области.

## География
Находится в южной части Нижегородской области на расстоянии приблизительно 11 километров (по прямой) на запад-северо-запад от города Первомайск.

## История
Основан как хутор еще до 1917 года. Здесь работал стеклянный завод, где изготавливали бутылки. До революции здесь также были лесные дачи — Саровская и Бортновская. В советское время работал леспромхоз с системой узкоколейных железных дорог. Серьезно пострадал от пожара в августе 2021 года.

## Население
| 2002 | 2010 |
| ---- | ---- |
| 52   | ↘24  |